# Tyska F3-mästerskapet 2014
Tyska F3-mästerskapet 2014 kördes över 24 race med Markus Pommer som mästare.

## Resultat
| Omgång | Omgång | Bana                          | Datum        | Pole Position                     | Snabbaste varv                    | Vinnande förare                   | Vinnande team                     | Vinnande rookie                   |
| ------ | ------ | ----------------------------- | ------------ | --------------------------------- | --------------------------------- | --------------------------------- | --------------------------------- | --------------------------------- |
| 1      | R1     | Motorsport Arena Oschersleben | 26 april     | Markus Pommer                     | Nabil Jeffri                      | Markus Pommer                     | Lotus                             | Indy Dontje                       |
| 1      | R2     | Motorsport Arena Oschersleben | 26 april     |                                   | Nabil Jeffri                      | Nabil Jeffri                      | Motopark                          | Indy Dontje                       |
| 1      | R3     | Motorsport Arena Oschersleben | 27 april     | Nabil Jeffri                      | Nabil Jeffri                      | Markus Pommer                     | Lotus                             | Indy Dontje                       |
| 2      | R1     | EuroSpeedway Lausitz          | 24 maj       | Markus Pommer                     | Sam MacLeod                       | Sam MacLeod                       | Van Amersfoort Racing             | Sam MacLeod                       |
| 2      | R2     | EuroSpeedway Lausitz          | 24 maj       |                                   | Markus Pommer                     | Markus Pommer                     | Lotus                             | Indy Dontje                       |
| 2      | R3     | EuroSpeedway Lausitz          | 25 maj       | Markus Pommer                     | Sam MacLeod                       | Markus Pommer                     | Lotus                             | Sam MacLeod                       |
| 3      | R1     | Red Bull Ring                 | 7 juni       | Markus Pommer                     | Sam MacLeod                       | Markus Pommer                     | Lotus                             | Indy Dontje                       |
| 3      | R2     | Red Bull Ring                 | 7 juni       |                                   | Markus Pommer                     | Indy Dontje                       | Lotus                             | Indy Dontje                       |
| 3      | R3     | Red Bull Ring                 | 8 juni       | Markus Pommer                     | Markus Pommer                     | Markus Pommer                     | Lotus                             | Indy Dontje                       |
| 4      | R1     | Hockenheimring                | 14 juni      | Nabil Jeffri                      | Markus Pommer                     | Nabil Jeffri                      | Motopark                          | Indy Dontje                       |
| 4      | R2     | Hockenheimring                | 14 juni      |                                   | Indy Dontje                       | Sam MacLeod                       | Van Amersfoort Racing             | Sam MacLeod                       |
| 4      | R3     | Hockenheimring                | 15 juni      | Markus Pommer                     | Indy Dontje                       | Markus Pommer                     | Lotus                             | Nicolai Sylvest                   |
| 5      | R1     | Nürburgring                   | 30 augusti   | Markus Pommer                     | Markus Pommer                     | Markus Pommer                     | Lotus                             | Nicolai Sylvest                   |
| 5      | R2     | Nürburgring                   | 31 augusti   |                                   | Markus Pommer                     | Nicolai Sylvest                   | JBR Motorsport & Engineering      | Nicolai Sylvest                   |
| 5      | R3     | Nürburgring                   | 31 augusti   | Markus Pommer                     | Kang Ling                         | Markus Pommer                     | Lotus                             | Sam MacLeod                       |
| 6      | R1     | EuroSpeedway Lausitz          | 14 september | Markus Pommer                     | Markus Pommer                     | Markus Pommer                     | Lotus                             | Indy Dontje                       |
| 6      | R2     | EuroSpeedway Lausitz          | 14 september | Loppet inställt på grund av dimma | Loppet inställt på grund av dimma | Loppet inställt på grund av dimma | Loppet inställt på grund av dimma | Loppet inställt på grund av dimma |
| 6      | R3     | EuroSpeedway Lausitz          | 14 september | Markus Pommer                     | Markus Pommer                     | Markus Pommer                     | Lotus                             | Sam MacLeod                       |
| 7      | R1     | Sachsenring                   | 20 september | Markus Pommer                     | Sam MacLeod                       | Markus Pommer                     | Lotus                             | Weiron Tan                        |
| 7      | R2     | Sachsenring                   | 20 september |                                   | Indy Dontje                       | Sam MacLeod                       | Van Amersfoort Racing             | Sam MacLeod                       |
| 7      | R3     | Sachsenring                   | 21 september | Sam MacLeod                       | Sam MacLeod                       | Markus Pommer                     | Lotus                             | Sam MacLeod                       |
| 8      | R1     | Hockenheimring                | 4 oktober    | Indy Dontje                       | Markus Pommer                     | Weiron Tan                        | Van Amersfoort Racing             | Weiron Tan                        |
| 8      | R2     | Hockenheimring                | 5 oktober    |                                   | Markus Pommer                     | Markus Pommer                     | Lotus                             | Indy Dontje                       |
| 8      | R3     | Hockenheimring                | 5 oktober    | Nabil Jeffri                      | Sam MacLeod                       | Weiron Tan                        | Van Amersfoort Racing             | Weiron Tan                        |